# Крылов, Александр Абрамович
Алекса́ндр Абра́мович Крыло́в (1798, Вытегра, Олонецкая губерния — 1829, Тихвинский уезд, Новгородская губерния) — русский поэт.

## Биография
Родился в дворянской семье 2 (13) декабря 1798 года в  Вытегре Олонецкой губернии.
Учился в Олонецкой губернской гимназии (1813) и петербургском Педагогическом институте (1816).
В 1816—1820 годах работал в Петербургском училище для глухонемых. В 1820 году уволился со службы и переехал в своё имение Кулыгино под Тихвином. С января 1821 года работал смотрителем Тихвинского училища; с 1825 года был почётным смотрителем приходского и уездного училищ в Тихвине.
В 1828 году тяжело заболел, впал в психическое расстройство, ослеп. Умер в своём имении 11 (23) июня 1829 года (по другим данным 14 июня или 14 июля). Похоронен на погосте Пашеозерский.

## Творчество
С 4 марта 1818 года состоял действительным членом Вольного общества любителей российской словесности и принимал участие в трудах этого общества (член-сотрудник c 20 февраля 1817), как один из редакторов журнала «Соревнователь просвещения и благотворения». Печатал стихотворения в «Соревнователе» (1818—1824), «Благонамеренном» (1821), «Северных цветах» (1828—1829) и других журналах.
Ему принадлежат: «Отрывок из Делилевой поэмы — L' Imagination. Начало IV песни»; «Оскар и Дермид». Подражание Оссиану; «Эпитафия В. А. Озерову»; «Минвана»; «К К....у»; «Портрет моей невесты»; «Весна»; «Могила персидского поэта», из Мильвуа; «Неуверенность», элегия — в «Соревнователе просвещения» чч. I, III VI, XIII, ХIV и XV; переложения нескольких псалмов, изданные в книге: «Священная Лира, или преложения в стихах избранных мест из С.в. Писания» (М., 1819); «Разлука»; «К другу»; «Н. Н. Уньковскому»; «Вакхические поэты»; «К А. Е. Измайлову»; «Истребленная роща», из Мильвуа — в «Благонамеренном»", №№ III, VI, X и XVI. 
В последние годы своей жизни изучил итальянский язык и собирался переводить на русский язык итальянских поэтов. Оставил план исторического романа, в котором предполагал изобразить обычаи и поверья провинциальной Руси XVII века, но не успел исполнить задуманное. 